# Asemum australe
Asemum australe är en skalbaggsart som beskrevs av Leconte 1850. Asemum australe ingår i släktet Asemum och familjen långhorningar. Inga underarter finns listade.